# Listă de filme de groază din anii 1930
Aceasta este o listă de filme de groază din anii 1930.
| 1930                                           |                                              |                                                                                           |                                                       |               |
| The Bat Whispers                               | Roland West                                  | Spencer Charters, Chester Morris, Una Merkel                                              | Statele Unite ale Americii                            | [ 1 ]         |
| The Cat Creeps                                 | Rupert Julian                                | Helen Twelvetrees, Raymond Haskell, Neil Hamilton                                         | Statele Unite ale Americii                            | [ 2 ]         |
| 1931                                           |                                              |                                                                                           |                                                       |               |
| Dr. Jekyll and Mr. Hyde                        | Rouben Mamoulian                             | Fredric March, Miriam Hopkins, Rose Hobart                                                | Statele Unite ale Americii                            | [ 3 ]         |
| Dracula                                        | Tod Browning                                 | Bela Lugosi, Helen Chandler, David Manners, Dwight Frye, Edward Van Sloan                 | Statele Unite ale Americii                            | [ 3 ]         |
| Dracula                                        | George Melford                               | Carlos Villarias, Lupita Tovar, Barry Norton                                              | Statele Unite ale Americii                            | [ 4 ]         |
| Frankenstein                                   | James Whale                                  | Colin Clive, Boris Karloff, Dwight Frye, Edward Van Sloan, Mae Clarke                     | Statele Unite ale Americii                            | [ 3 ]         |
| The Phantom                                    | Alan James                                   | Guinn "Big Boy" Williams, Allene Ray, Niles Welch                                         | Statele Unite ale Americii                            | [ 5 ]         |
| 1932                                           |                                              |                                                                                           |                                                       |               |
| Castle Sinister                                | Widgey R. Newman                             | Haddon Mason, Wally Patch                                                                 | Regatul Unit al Marii Britanii și al Irlandei de Nord | [ 6 ]         |
| Dr. X                                          | Michael Curtiz                               | Lionel Atwill, Lee Tracy, Fay Wray                                                        | Statele Unite ale Americii                            | [ 3 ]         |
| Freaks                                         | Tod Browning                                 | Wallace Ford, Leila Hyams                                                                 | Statele Unite ale Americii                            | [ 3 ]         |
| Kongo                                          | William J. Cowen                             | Walter Huston, Lupe Vélez, Conrad Nagel                                                   | Statele Unite ale Americii                            | [ 7 ] [ 8 ]   |
| The Mask of Fu Manchu                          | Charles J. Brabin, Charles Vidor, King Vidor | Boris Karloff, Lewis Stone, Karen Morley                                                  | Statele Unite ale Americii                            | [ 8 ]         |
| The Monster Walks                              | Frank Strayer                                | Vera Reynolds, Sheldon Lewis                                                              | Statele Unite ale Americii                            | [ 3 ]         |
| The Most Dangerous Game                        | Ernest B. Schoedsack                         | Joel McCrea, Fay Wray, Leslie Banks                                                       | Statele Unite ale Americii                            | [ 9 ]         |
| The Mummy                                      | Karl Freund                                  | Boris Karloff, Zita Johann, David Manners                                                 | Statele Unite ale Americii                            | [ 3 ]         |
| Murders in the Rue Morgue                      | Robert Florey                                | Sidney Fox, Bela Lugosi                                                                   | Statele Unite ale Americii                            | [ 3 ] [ 8 ]   |
| The Old Dark House                             | James Whale                                  | Boris Karloff, Melvyn Douglas, Charles Laughton, Gloria Stuart, Lillian Bond              | Statele Unite ale Americii                            | [ 3 ] [ 8 ]   |
| Tales of the Uncanny                           | Richard Oswald                               | Paul Wegener, Harald Paulsen, Roma Bahn                                                   | Germania                                              | [ 10 ]        |
| Vampyr                                         | Carl Theodor Dreyer                          | Julian West, Maurice Schutz, Jan Hieronimko                                               | Franța · Germania                                     | [ 11 ]        |
| White Zombie                                   | Victor Halperin                              | Bela Lugosi, Madge Bellamy, Joseph Cawthorn                                               | Statele Unite ale Americii                            | [ 3 ]         |
| 1933                                           |                                              |                                                                                           |                                                       |               |
| The Crying Woman                               | Ramón Peon                                   | Ramón Pereda, Virginia Zuri, Carlos Orellana                                              | Mexic                                                 | [ 12 ]        |
| The Ghoul                                      | T. Hayes Hunter                              | Boris Karloff, Cedric Hardwicke, Ernest Thesiger, Dorothy Hyson, Anthony Bushell          | Regatul Unit al Marii Britanii și al Irlandei de Nord | [ 3 ]         |
| The Invisible Man                              | James Whale                                  | Claude Rains, Gloria Stuart, Henry Travers, William Harrigan                              | Statele Unite ale Americii                            | [ 13 ]        |
| Island of Lost Souls                           | Erle C. Kenton                               | Charles Laughton, Bela Lugosi, Richard Arlen, Leila Hyams                                 | Statele Unite ale Americii                            | [ 13 ]        |
| The Monkey's Paw                               | Wesley Ruggles, Ernest B. Schoedsack         | Ivan Simpson, C. Aubrey Smith, Bramwell Fletcher                                          | Statele Unite ale Americii                            | [ 3 ] [ 14 ]  |
| Murders in the Zoo                             | Edward Sutherland                            | Charlie Ruggles, Lionel Atwill, Gail Patrick, Randolph Scott                              | Statele Unite ale Americii                            | [ 3 ]         |
| Mystery of the Wax Museum                      | Michael Curtiz                               | Lionel Atwill, Fay Wray, Glenda Farrell, Frank McHugh                                     | Statele Unite ale Americii                            | [ 3 ]         |
| Night of Terror                                | Benjamin Stoloff                             | Bela Lugosi, George Meeker, Tully Marshall                                                | Statele Unite ale Americii                            | [ 15 ]        |
| Supernatural                                   | Victor Halperin                              | Carole Lombard, Alan Dinehart, Vivienne Osborne                                           | Statele Unite ale Americii                            | [ 3 ]         |
| The Vampire Bat                                | Frank Strayer                                | Lionel Atwill, Fay Wray, Melvyn Douglas, Maude Eburne                                     | Statele Unite ale Americii                            | [ 3 ]         |
| 1934                                           |                                              |                                                                                           |                                                       |               |
| The Black Cat                                  | Edgar G. Ulmer                               | Boris Karloff, Bela Lugosi, David Manners, Jacqueline Wells                               | Statele Unite ale Americii                            | [ 3 ]         |
| Black Moon                                     | Roy William Neill                            | Jack Holt, Fay Wray, Dorothy Burgess                                                      | Statele Unite ale Americii                            | [ 3 ]         |
| Chloe, Love is Calling You                     | Marshall Neilan                              | Olive Borden, Georgette Harvey, Reed Howes                                                | Statele Unite ale Americii                            | [ 16 ]        |
| House of Mystery                               | William Nigh                                 | Ed Lowry, Verna Hillie, John Sheehan                                                      | Statele Unite ale Americii                            | [ 17 ]        |
| Maniac                                         | Dwain Esper                                  | Bill Woods, Thea Ramsey                                                                   | Statele Unite ale Americii                            | [ 3 ]         |
| The Phantom of the Convent                     | Fernando de Fuentes                          | Marta Roel, Carlos Villatoro, Enrique del Campo                                           | Mexic                                                 | [ 18 ]        |
| Inima care-și spune taina                      | Brian Desmond Hurst                          | Norman Dryden, John Kelt, Yolande Terrell                                                 | Regatul Unit al Marii Britanii și al Irlandei de Nord | [ 19 ]        |
| 1935                                           |                                              |                                                                                           |                                                       |               |
| The Black Room                                 | Roy William Neill                            | Boris Karloff, Marian Marsh                                                               | Statele Unite ale Americii                            | [ 3 ]         |
| Bride of Frankenstein                          | James Whale                                  | Boris Karloff, Colin Clive, Valerie Hobson, Elsa Lanchester, Ernest Thesiger, Dwight Frye | Statele Unite ale Americii                            | [ 3 ]         |
| Condemned to Live                              | Frank Strayer                                | Ralph Morgan, Maxine Doyle, Russell Gleason                                               | Statele Unite ale Americii                            | [ 3 ]         |
| The Crime of Dr. Crespi                        | John H. Auer                                 | Erich Von Stroheim, Dwight Frye, Paul Guilfoyle                                           | Statele Unite ale Americii                            | [ 3 ]         |
| Mad Love                                       | Karl Freund                                  | Peter Lorre, Frances Drake, Colin Clive, Ted Healy, Sara Haden                            | Statele Unite ale Americii                            | [ 3 ]         |
| Mark of the Vampire                            | Tod Browning                                 | Lionel Barrymore, Elizabeth Allan, Bela Lugosi                                            | Statele Unite ale Americii                            | [ 3 ]         |
| Ouanga                                         | George Terwilliger                           | Fredi Washington, Sheldon Leonard, Philip Brandon                                         | Statele Unite ale Americii                            | [ 20 ]        |
| The Raven                                      | Lew Landers, Louis Friedlander               | Boris Karloff, Bela Lugosi, Irene Ware                                                    | Statele Unite ale Americii                            | [ 3 ]         |
| The Student of Prague                          | Arthur Robison                               | Anton Wohlbrueck, Dorothea Wieck, Theodor Loos                                            | Germania                                              | [ 21 ]        |
| Werewolf of London                             | Stuart Walker                                | Henry Hull, Warner Oland, Valerie Hobson                                                  | Statele Unite ale Americii                            | [ 3 ]         |
| 1936                                           |                                              |                                                                                           |                                                       |               |
| The Devil-Doll                                 | Tod Browning                                 | Lionel Barrymore, Maureen O'Sullivan                                                      | Statele Unite ale Americii                            | [ 22 ]        |
| Dracula's Daughter                             | Lambert Hillyer                              | Otto Kruger, Gloria Holden                                                                | Statele Unite ale Americii                            | [ 3 ]         |
| The Ferryboat Woman Maria                      | Frank Wisbar                                 | Sybille Schmitz, Peter Voss, Aribert Mog                                                  | Germania                                              | [ 23 ]        |
| The Golem                                      | Julien Duvivier                              | Harry Baur, Germaine Dussey, Roger Karl                                                   | Cehoslovacia · Franța                                 | [ 23 ]        |
| The Invisible Ray                              | Lambert Hillyer                              | Bela Lugosi, Frances Drake, Frank Lawton, Walter Kingsford                                | Statele Unite ale Americii                            | [ 3 ]         |
| The Macabre Trunk                              | Miguel Zacarias                              | Esther Fernandez, Ramón Pereda, René Cardona                                              | Mexic                                                 | [ 24 ]        |
| The Man Who Changed His Mind                   | Robert Stevenson                             | Boris Karloff, Anna Lee, John Loder, Frank Cellier                                        | Regatul Unit al Marii Britanii și al Irlandei de Nord | [ 3 ]         |
| Revolt of the Zombies                          | Victor Halperin                              | Dorothy Stone, Dean Jagger, Roy D'Arcy, Robert Noland                                     | Statele Unite ale Americii                            | [ 3 ]         |
| Sweeney Todd: The Demon Barber of Fleet Street | George King                                  | Tod Slaughter, Stella Rho, John Singer, Eve Lister                                        | Regatul Unit al Marii Britanii și al Irlandei de Nord | [ 25 ] [ 26 ] |
| The Walking Dead                               | Michael Curtiz                               | Boris Karloff, Ricardo Cortez, Edmund Gwenn, Marguerite Churchill                         | Statele Unite ale Americii                            | [ 3 ]         |
| 1939                                           |                                              |                                                                                           |                                                       |               |
| Buried Alive                                   | Victor Halperin                              | Paul McVey, Beverly Roberts, Wheeler Oakman                                               | Statele Unite ale Americii                            | [ 27 ]        |
| The Cat and the Canary                         | Elliott Nugent                               | Bob Hope, Paulette Goddard, John Beal                                                     | Statele Unite ale Americii                            | [ 28 ]        |
| The Dark Eyes of London                        | Walter Summers                               | Béla Lugosi, Hugh Williams, Greta Gynt                                                    | Regatul Unit al Marii Britanii și al Irlandei de Nord | [ 29 ]        |
| The Devil's Daughter                           | Arthur H. Leonard                            | Nina Mae McKinney, Jack Carter, Hamtree Harrington, Ida James                             | Statele Unite ale Americii                            | [ 30 ]        |
| The Face at the Window                         | George King                                  | Tod Slaughter, John Warwick                                                               | Regatul Unit al Marii Britanii și al Irlandei de Nord | [ 31 ]        |
| The Gorilla                                    | Allan Dwan                                   | The Ritz Brothers, Anita Louise, Patsy Kelly                                              | Statele Unite ale Americii                            | [ 32 ]        |
| The Macabre Legacy                             | José Bohr                                    | Miguel Arenas, Consuela Frank, Ramón Armengod                                             | Mexic                                                 | [ 33 ]        |
| The Man They Could Not Hang                    | Nick Grinde                                  | Lorna Gray, Robert Wilcox, Roger Pryor, Don Beddoe                                        | Statele Unite ale Americii                            | [ 3 ]         |
| The Return of Dr. X                            | Vincent Sherman                              | Humphrey Bogart, Rosemary Lane, Dennis Morgan, John Litel                                 | Statele Unite ale Americii                            | [ 34 ]        |
| Son of Frankenstein                            | Rowland V. Lee                               | Basil Rathbone, Boris Karloff, Bela Lugosi, Lionel Atwill, Josephine Hutchinson           | Statele Unite ale Americii                            | [ 3 ]         |
| Torture Ship                                   | Victor Halperin                              | Lyle Talbot, Irving Pichel, Julie Bishop, Sheila Bromley                                  | Statele Unite ale Americii                            | [ 35 ]        |